# 푸앵트 슈즈

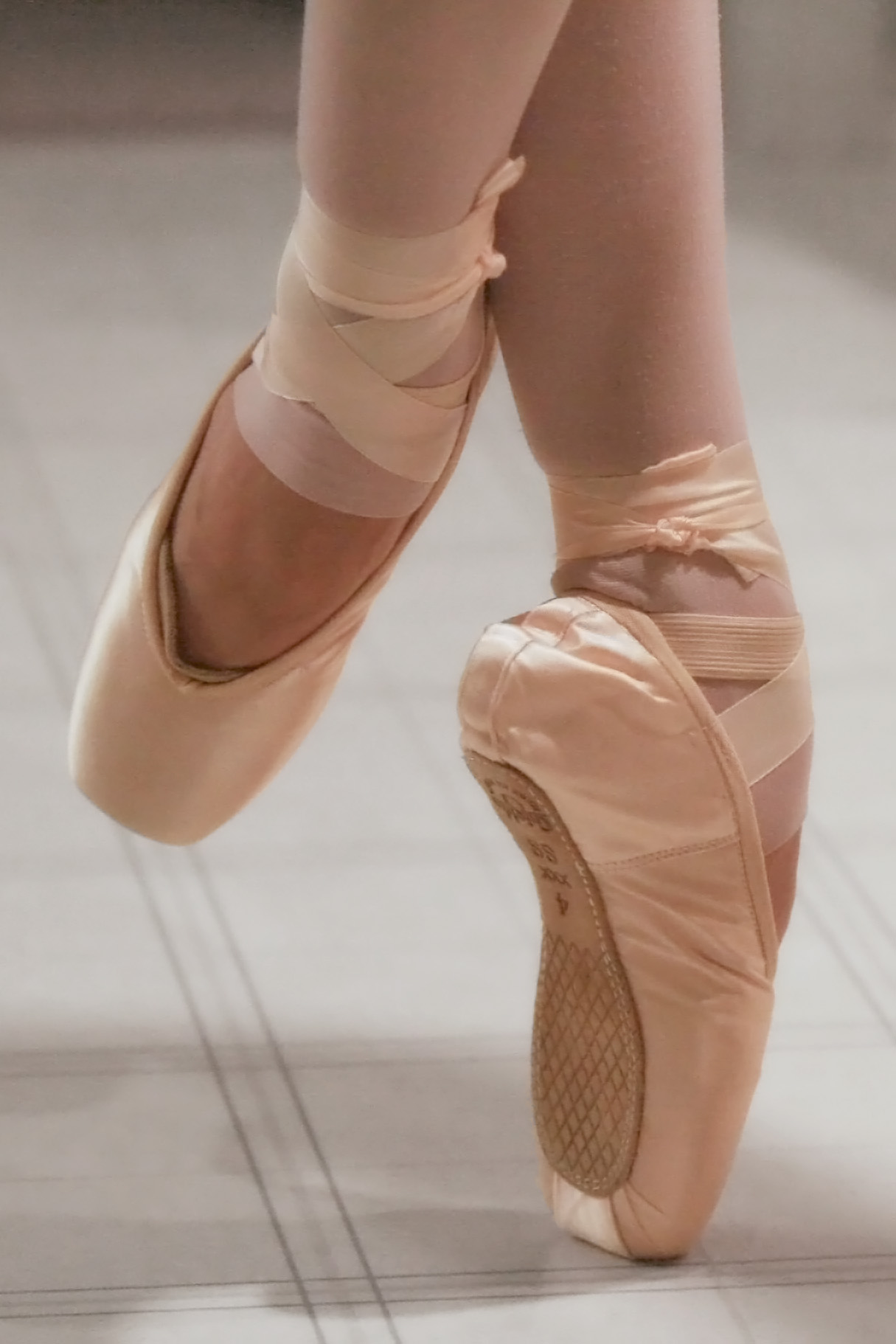
토슈즈

푸앵트 슈즈(영어: pointe shoes) 또는 토슈즈(영어: toe shoes)는 발레화의 일종이다. 이 신발의 특징은 발가락 끝이 뾰족하게 되어 있어, 지면에 발끝으로 설 수 있게 되어 있다.그 끝은 나무로되어있기 때문에 잘 설수 있지만 발끝의 많은 힘을 필요로 하기에 기초가 잘 다듬어진 발래리나들이 사용한다.
발레리나와는 달리, 발레리노들은 토슈즈 대신 천으로 된 신발 혹은 맨발로 공연한다.
토슈즈는 일반 발레화와 달리 어느 정도 신체 훈련이 된 후에 신는 발레화이다.
```
이 신발의 특징은 끝이 뾰족하여 지면에 발끝으로 서 있을 수 있는 것이다.
```

## 같이 보기
- 발레화